# Piet Hein (nave)
Piet Hein è stato il panfilo della regina Giuliana dei Paesi Bassi. Prende il nome dal navigatore olandese del XVII secolo Piet Hein. 

## Storia
Nel settembre 1936, dopo l'annuncio del fidanzamento tra Giuliana e il Principe Bernardo, fu costituito l'Algemeen Comité (Comitato generale) per raccogliere denaro nel paese per un regalo di nozze nazionale. Il comitato raccolse abbastanza fondi per la costruzione di uno yacht e per effettuare dei miglioramenti al Palazzo Soestdijk.
La costruzione dello yacht fu affidata ad una commissione tecnica e, seguendo i desideri della Principessa Giuliana e del Principe Bernardo, la nave doveva essere adatta a navigare anche nelle acque interne dei Paesi Bassi. Varata il 14 agosto 1937, fu consegnata alla coppia il 28 agosto 1937. Tra il 1937 e il 1940 viene utilizzata come nave di rappresentanza, ospitando tutti i capi di Stato in visita nei Paesi Bassi in quel periodo.
Durante la seconda guerra mondiale la nave fu confiscata dai tedeschi. Dopo la resa, alla fine della guerra, la nave fu trovata in cattive condizioni nel porto di Amburgo. Ritornata in possesso della famiglia reale, la nave fu restaurata e rimessa in servizio. All'epoca veniva utilizzata sia per uso privato della famiglia reale che per occasioni ufficiali. In occasione dell'inondazione del 1953 la nave fu utilizzata per evacuare le popolazioni colpite dalla calamità naturale. Nel 1979 fu chiara la volontà di Giuliana e Bernardo di voler istituire una fondazione che si prendesse carico della nave e che la facesse diventare al tempo stesso un museo. 
Nel 1980 lo yacht reale ha ricevuto per l'ultima volta una profonda revisione a Den Helder. L'ultimo viaggio della coppia reale a bordo del Piet Hein risale al 17 dicembre 1980 per una breve crociera a Coolhaven, nei pressi di Rotterdam. Tra il 1985 e il 1990 lo yacht subisce un profondo restauro e passa nelle mani della fondazione appositamente creata, la Stichting Piet Hein. La nave è oggi perfettamente funzionante e, previo accordo con la fondazione, è possibile visitarla o fare delle piccole crociere a bordo.